# Carlos R. Imperial

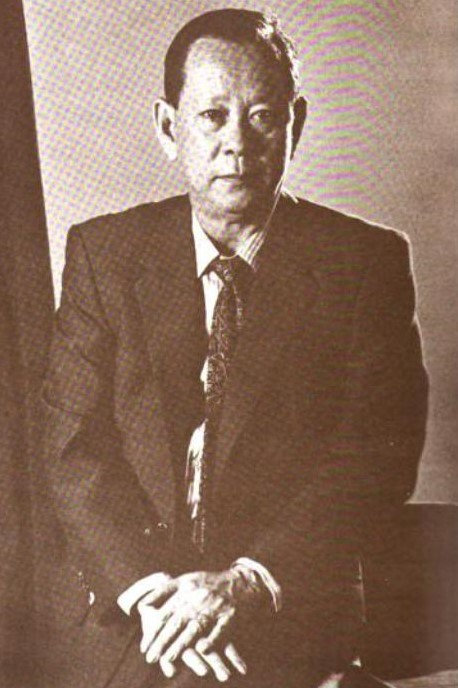
Carlos R. Imperial

Carlos "Papay" del Rosario Imperial (Daraga, 15 juli 1930 - Pasig City, 11 april 2010) was een Filipijns politicus.

## Biografie
Carlos Imperial werd geboren op 15 juli 1930 in Daraga in de Filipijnse provincie Albay. Zijn ouders waren voormalig senator Domingo F. Imperial en Concepcion del Rosario.
Imperial werd bij de verkiezingen van 1965 en 1969 gekozen als lid van het Huis van Afgevaardigden namens het tweede kiesdistrict van Albay. Zijn termijn als afgevaardigde werd vroegtijdig afgebroken toen president Ferdinand Marcos in 1972 de staat van beleg uitriep en het parlement naar huis stuurde. Na de oprichting van het Batasang Pambansa in 1978 was Imperial een van de gekozen parlementsleden. Deze periode in het Batasang Pambanga duurde tot 1984. Na de val van Marcos door de EDSA-revolutie in 1986 volgde een tweede periode als afgevaardigde. Deze tweede periode van twee termijnen duurde van 1987 tot 2004. Imperial was in zijn politieke loopbaan onder andere verantwoordelijk voor de oprichting van de Bicol University en de omvorming van het Albay Provincial Hospital in het Bicol Regional Training and Teaching Hospital.
Imperial overleed in 2010 op 79-jarige leeftijd in Medical City in Pasig aan de gevolgen van een longontsteking. Hij was getrouwd met Norma Batiancela-Imperial en kreeg met haar een zoon Niño Imperial. Imperial behoorde tot de vierde generatie Imperials, een van de machtige politieke clans van de provincie Albay in het zuidoosten van het grootste Filipijnse eiland Luzon. Zijn overgrootvader Sinforozo Imperial was al burgemeester van Daraga en van Legapzi. Zijn achterneef Leoncio Imperial was gouverneur van Albay en senator van 1916 tot 1922. Een andere achterneef Carlos Imperial was rechter in het Hooggerechtshof van de Filipijnen.

## Bron
- (en)  Mar S. Arguelles, Albay mourns death of political pillar, The Philippine Daily Inquirer (12 april 2010)